# 시즈카 타케다
시즈카 타케다(일본어: 武田 静加, 1988년 5월 17일 ~ )는 일본의 모델이다.